# Pão de queijo
Le pão de queijo [ˈpɐ̃w dʒi 'kejʒʊ] (« pain au fromage » en portugais), est une recette typique de l'État de Minas Gerais et Goiás  au Brésil, que l'on retrouve aussi au Paraguay sous le nom de chipa en guarani, au nord de l'Argentine (chipá) ou encore en Bolivie (cuñapé).

## Présentation
Son origine est incertaine car il est répandu dans plusieurs régions d'origine guaranie. Il est cependant devenu très populaire au Brésil à partir des années 1960.

### Ingrédients principaux
Le pão de queijo se compose principalement d'amidon de manioc, d'œufs, de sel, de lait, d'huile végétale et de fromage de lait de vache.
Le type de fromage varie en fonction de la préférence de chacun. Les plus utilisés sont le parmesan[Selon qui ?], mais plus traditionnellement le fromage de l'État de Minas (pt). Le fromage donne le goût typique du pain, d'où son nom.